# Парламентские выборы в Кыргызстане (2005)
Парламентские выборы в Кыргызстане прошли в два тура: 27 февраля и 13 марта 2005 года.

## Хронология событий
- 27 февраля в Кыргызстане прошёл первый тур парламентских выборов. На следующий день Центральная избирательная комиссия (ЦИК) объявила, что из 75 избирательных округов Кыргызстана уже в первом туре победили 32 кандидата, в том числе сын президента Кыргызстана — Айдар Акаев[1], а также владельцы крупнейших рынков. Ещё в 42 округах на 13 марта назначен второй тур голосования. Выборы проходили только по одномандатным округам, и значение политических партий, голосование по спискам которых отменено, было сведено к минимуму.
- 28 февраля Европейские наблюдатели от ОБСЕ и Европарламента признают прошедшие выборы не соответствующими международным нормам. Они указали на попытки давления на избирателей со стороны как президента, так и оппозиции, а также подкупа избирателей[2]. Форум политических сил, объединяющий пять оппозиционных движений Кыргызстана, заявляет о нарушениях на избирательных участках в ходе голосования. Активисты оппозиции Роза Отунбаева, Топчубек Тургуналиев, Муратбек Иманалиев и Ишенгуль Болджурова заявляют, что в тех округах, где баллотировались представители оппозиции, были зафиксированы случаи массового подкупа голосов избирателей, использования административного ресурса, факты спаивания людей с корыстной целью и другие виды нарушения избирательного кодекса.
- 13 марта прошёл второй тур парламентских выборов (где две недели назад ни один из кандидатов не смог набрать 50 %+1), по результатам которого абсолютное большинство мест в парламенте получили сторонники президента. 19 мандатов (из 75) в новом составе парламента будет принадлежать партии «Алга, Кыргызстан!» («Вперед, Кыргызстан!»), которую возглавляет дочь президента страны, 32-летняя Бермет Акаева. Ещё пять мандатов получили представители проправительственной партии «Адилет» («Справедливость»). В парламент прошли и несколько членов оппозиции — представители возглавляемого Розой Отунбаевой блока «Ата Журт» («Отечество») — Омурбек Текебаев, Дооронбек Садырбаев, Болотбек Шерниязов, Муратбек Мукашев, один из лидеров Партии коммунистов Исхак Масалиев, а также член Народного движения Кыргызстана (НДК) Азимбек Бекназаров. Главной сенсацией стало поражение лидера НДК Курманбека Бакиева. Не хватило голосов и другому известному оппозиционеру — Адахану Мадумарову. По мнению наблюдателей представители оппозиции не смогут оказать серьёзного противодействия провластному большинству.

## Результаты
|                                                                                     | Алга, Кыргызстан!                            | 17 |
|                                                                                     | Оппозиционный альянс «Совет единства народа» | 6  |
|                                                                                     | Партия коммунистов Кыргызстана               | 3  |
|                                                                                     | Социал-демократическая партия Кыргызстана    | 1  |
|                                                                                     | Независимые                                  | 47 |
| Всего                                                                               | Всего                                        | 75 |
| Источник: University of Kassel Архивная копия от 3 сентября 2020 на Wayback Machine |                                              |    |

## Последствия
После выборов в стране началась революция, которая в итоге привела к свержению президента Аскара Акаева.